# 長信
長信（ちょうしん、長和3年（1014年） - 延久4年9月30日（1072年11月12日））は、平安時代中期の真言宗の僧侶。父は摂政藤原道長。母は源重光の娘。通称は池辺僧正。
仁和寺観音院の延尋（源扶義の子）の元に入門して出家、永承3年（1047年）に同院で性信入道親王から灌頂を受ける。永承5年（1049年）に東寺に移って権少僧都・一身阿闍梨となる。天喜2年（1054年）には東寺と真言宗全体の長である第29代東寺長者に任じられて法印に昇進する。治暦2年（1066年）権僧正となり、この年の旱魃に際して僧侶20人を率いて雨乞いの修法を行った。延久2年（1070年）には僧正に任じられて、翌年には東寺内に池坊を建立してそこに居住する。後三条天皇の信任が厚く、この年には百官を連れて長信の元を訪れ、封戸25戸を下賜された。晩年は仁和寺などの別当を務めた。